# Victor Guitard
Pour l’article homonyme, voir Guitard.
Victor Guitard, né le 20 décembre 1943 à Clermont-Ferrand, est un journaliste d'investigation français.

## Biographie
Victor Guitard a notamment collaboré au journal Détective, au Meilleur, à VSD, à l'Autre Journal, à A2, et à Paris Match jusqu'en 2004.
Il est le coauteur de L'agent secret du Vatican paru en 2004.
Il rédige également un blog consacré au jazz.